# Мартин от Лаон
Мартин от Лаон (наричан още Мартин Ирландеца, Мартин Хибернееца, на латински: Martinus Laudunensis, Martinus Hibernensis, Martinus Scot(t)us; на немски: Martin von Laon, * 819 в Ирландия, † 875 в Лаон) е произлизащ от Ирландия учен и ръководител на катедралното училище в Лаон.
Той се преселва от Ирландия в Западнофранкското кралство по времето на Каролингите. Той е автор на най-малко 21 ръкописи в Annales Laudunenses.